# Ворм Спрингс (Џорџија)
Ворм Спрингс (Џорџија) (енгл. Warm Springs) град је у америчкој савезној држави Џорџија. По попису становништва из 2010. у њему је живело 425 становника.

## Демографија
Према попису становништва из 2010. у граду је живело 425 становника, што је 60 (12,4%) становника мање него 2000. године.
| Група             | 2000.       | 2010.       |
| Белци             | 326 (67,2%) | 282 (66,4%) |
| Афроамериканци    | 154 (31,8%) | 133 (31,3%) |
| Азијати           | 0 (0,0%)    | 4 (0,9%)    |
| Хиспаноамериканци | 0 (0,0%)    | 4 (0,9%)    |
| Укупно            | 485         | 425         |